# Global Volcanism Program
Pour les articles homonymes, voir GVP.
Le Global Volcanism Program, abrégé en GVP, est un programme de recherche américain dans le domaine de la volcanologie qui vise à constituer une base de données sur l'ensemble des volcans terrestres entrés en éruption ces dernières 10 000 années. Il se trouve dans les locaux du département des Sciences minérales du National Museum of Natural History, à Washington, et dépend de la Smithsonian Institution.